# Эрран, Мигель
Мигель Анхель Гарсия де ла Эрран, более известный как Мигель Эрран (исп. Miguel Herrán), (исп. Miguel Ángel García de la Herrán; род. 25 апреля 1996 года, Фуэнхирола, Малага, Андалусия, Испания) — испанский актёр. Наиболее известен главными ролями в сериалах «Элита» и «Бумажный дом». В 2016 году получил премию «Гойя» за лучший мужской актёрский дебют в фильме «В обмен на ничего».

## Жизнь и карьера
Мигель родился в городе Малага (Андалусия). В детстве с матерью переехал в Мадрид.
Случайно встретившись на улице в Малаге с актёром и режиссёром Даниэлем Гусманом Эрран получил свою первую роль, Дарио в фильме «В обмен на ничего». Дебют молодого актёра не прошёл незамеченным, в 2016 году он получил премию Гойи за лучший мужской актёрский дебют.
В 2017 году получил роль Анибала Кортеса (кодовое имя «Рио») в сериале «Бумажный дом» канала Antena 3, который позже был подхвачен Netflix. В 2018 году снялся в роли Кристиана Варелы в оригинальном сериале Netflix «Элита».
Эрран также снялся в рекламе индийской музыкальной потоковой платформы Gaana.

## Фильмография
| Год  | Кино                                                           | Персонаж           |
| ---- | -------------------------------------------------------------- | ------------------ |
| 2015 | A cambio de nada (В обмен на ничего)                           | Дарио              |
| 2016 | 1898, Los ultimos de Filipinas (1898. Последние на Филиппинах) | Сольдадо Карвахаль |
| 2017 | El guardián invisible (Невидимый страж)                        | Мигель Анхель      |
| 2018 | Tiempo después (Спустя некоторое время)                        | Рэй                |
| 2020 | Hasta el cielo (Высотка)                                       | Анхель             |
| 2022 | Modelo 77 (Тюрьма 77)                                          | Мануэль            |
| 2024 | Valle de sombras (Долина теней)                                | Кике               |

## Телевидение
| Год       | Заголовок    | Персонаж                  | Канал              | Прим.    |
| --------- | ------------ | ------------------------- | ------------------ | -------- |
| 2017—2021 | Бумажный дом | Анибал Кортес / Рио       | Антена 3 / Netflix | 41 серия |
| 2018—2019 | Элита        | Кристиан Варела Экспозито | Netflix            | 9 серий  |

## Награды
| Год  | Награда        | Номианция                      | Фильм             | Результат | Прим.  |
| ---- | -------------- | ------------------------------ | ----------------- | --------- | ------ |
| 2016 | «Гойя»         | Лучший мужской актёрский дебют | В обмен на ничего | Победа    | [ 13 ] |
| 2016 | Премия CEC     | Лучший мужской актёрский дебют | В обмен на ничего | Номинация | [ 14 ] |
| 2016 | Премия ASECAN  | Лучшая мужская роль            | В обмен на ничего | Номинация | [ 15 ] |
| 2022 | Премия «Форке» | Лучшая мужская роль            | Тюрьма 77         | Ожидается | [ 16 ] |